# Live Bitch
Live Bitch è un singolo della rapper tedesca Juju, pubblicato il 31 maggio 2019 come quinto estratto dal primo album in studio Bling Bling.

## Video musicale
Il video musicale, diretto da Ruhi Baltrak, è stato reso disponibile il 30 maggio 2019.

## Tracce
Testi di Judith Wessendorf, musiche di Krutsch.
1. Live Bitch – 2:41

## Formazione
- Juju – voce
- Krutsch – produzione, mastering, missaggio

## Classifiche
| Classifica (2019) | Posizione massima |
| ----------------- | ----------------- |
| Germania          | 63                |